# 방송심의위원회
방송심의위원회(放送審議委員會)는 방송의 공공성, 질서와 품위를 자율적으로 유지하기 위하여 언론기본법에 의하여 설립된 기관이다. 위원회는 위원장과 부위원장을 포함한 9명 이상 15명 이내의 심의위원으로 구성된다. 심의위원은 한국의 모든 방송국의 장을 회원으로 하는 방송심의회원총회에서 선출한다. 심의위원에는 한국방송공사 대표자 1명, 기타 방송국 대표자 1명, 7-13명의 교육·종교·문화 등 각계를 대표하는 자를 포함해야 한다. 심의위원회의 주요임무는 방송심의규정안 및 개정안의 제안, 호선(互選)에 의한 위원장과 부위원장의 선출, 소위원회의 구성, 소위원회 심의결정에 대한 재심 등이다. 소위원회는 심의업무를 신속·원활하게 하기 위한 기구로, 심의위원회 위원장 또는 부위원장 1명과 위원 중에서 호선된 4명으로 구성되며, 매주 1회 이상 심의회의를 개최한다. 소위원회의 주요 처리사항으로는 심의규정 위반에 대한 제재사항의 심의·결정, 방송내용에 대한 권고·주의 및 시정 결정, 진정에 대한 조사·처리, 방송국의 요청에 따른 방송내용의 사전검토 및 자문, 방송금지가요의 심의·결정 등이다. 방송국은 제재에 관한 심의 결정사항은 그 결정 전문을 심의위원회가 지정하는 시간에 방송하도록 되어 있다.
2008년 2월 설립된 방송통신심의위원회와는 구별한다.